# プロパニジド
プロパニジド(Propanidid)は、超短時間作用性の、フェニル酢酸系の全身麻酔薬である。1963年にバイエルによって製品化されたが、アナフィラキシー反応が出ることが分かり、すぐに市場から撤退した。
溶剤のKolliphor ELもアナフィラキシー反応を起こす場合があるが、プロパニジド自体がこの反応に関わっているか否かは分かっていない。
プロパニジド（及びアルテシン）の毒性や反応が、この物質自体に由来するものか否かも議論が続いている。異なる薬剤で、Kolliphor ELを溶剤として用いた場合に有害反応が出る例も報告されており、このことは、有害反応は主にKolliphor ELに由来し、プロパニジドそのものが原因ではない可能性を示している。